# Pieter Jelles Troelstra
Pieter Jelles Troelstra (Leeuwarden, 20 april 1860 - Den Haag, 12 mei 1930) was een Nederlandse dichter, advocaat, journalist en politicus.
Hij is bekend geworden als de socialistische leider die in november 1918, in navolging van de omwenteling in Duitsland, in Nederland de socialistische revolutie wilde uitroepen. Daarnaast heeft Troelstra in Friesland grote bekendheid gekregen als Fries schrijver en dichter.
Troelstra heeft, ook na zijn tijdelijke afscheid van Friesland, altijd zijn Friese patroniem Jelles gehanteerd. In zijn literair werk schreef hij zijn naam dikwijls in het Fries als Piter Jelles.

## Friese jaren

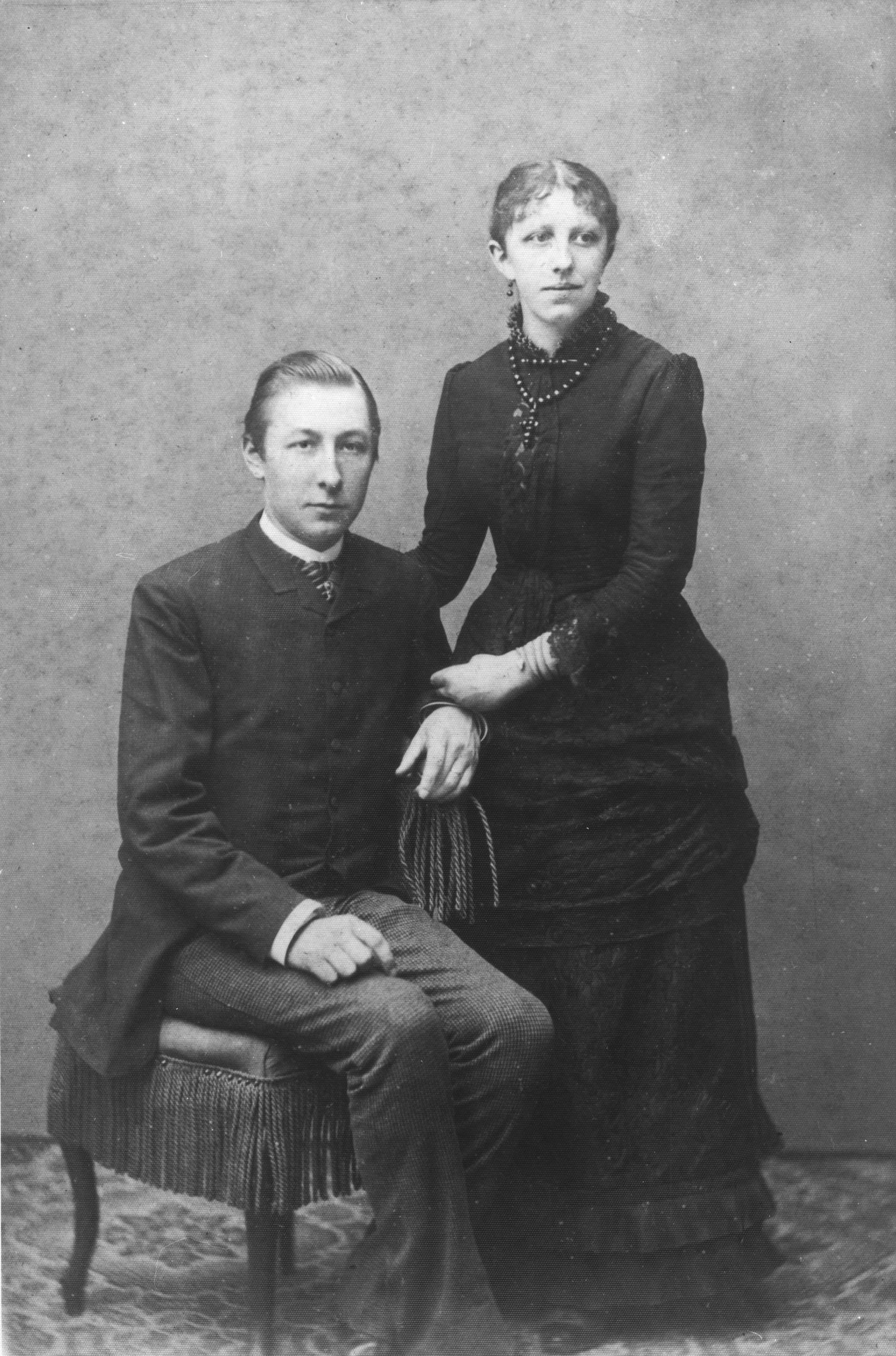
Troelstra en zijn latere vrouw Sjoukje Bokma de Boer (Nienke van Hichtum) in ca. 1880-1883

Over zijn jeugd is vrijwel uitsluitend bekend wat hij daarover zelf schreef in zijn latere memoires, de meerdelige Gedenkschriften. Troelstra groeide op in de Friese plaats Stiens. Zijn vader was een overtuigde liberaal en thuis werd Nederlands gesproken. In zijn middelbareschooltijd ontpopte Troelstra zich tot een fel strijder en organisator en tot literator die een lans brak voor het gebruik van de Friese taal. Hij kwam in contact met schrijvers als Tsjalling Halbertsma en Onno Sytstra. Met de laatste redigeerde hij in 1881 de dichtbundel It jonge Fryslân. Met Oebele Stellingwerf zette hij het toneelgezelschap Gysbert Japiks op.
Van 1882 tot 1888 studeerde Troelstra rechten in Groningen. Hier volgde hij ook colleges geschiedenis bij Petrus Johannes Blok. Zijn literaire activiteiten zette hij voort. Hij zat in de redactie van het literaire tijdschrift For hûs en hiem ('Voor huis en erf') en van het Nij Frysk lieteboek, dat in 1886 verscheen. Troelstra was als student actief lid en secretaris van de Groningse studentenalmanak van 1884 en Assessor Primus van de senaat van het Groningsch Studenten Corps Vindicat atque Polit in 1887. Later ontwikkelde Troelstra zich meer als politiek strijder, zowel in de Friese beweging als in de socialistische. Hij werd lid van de Sociaal-Democratische Bond van Domela Nieuwenhuis, waarvan hij zich later zou afsplitsen om de SDAP op te richten.
In 1888 trouwde Troelstra met Sjoukje Maria Diderika Bokma de Boer (als kinderboekenschrijfster bekend geworden onder het pseudoniem Nienke van Hichtum). Ze kregen twee kinderen, Dieuwke en Jelle Troelstra.
Na zijn studietijd vestigde Pieter Jelles Troelstra zich als advocaat in Leeuwarden. Hij werd in 1890 lid van de Friese Volkspartij, maar besloot na een lange tweestrijd zijn tijd geheel aan de socialistische beweging te wijden.
In 1892 bezochten de regentes Emma en de 12-jarige koningin Wilhelmina Leeuwarden. Toen de socialisten tegen dit bezoek demonstreerden, braken anti-socialistische rellen uit. Troelstra nam het op voor partijgenoten wier woning was geplunderd door monarchisten.

## Hollandse jaren
Troelstra verhuisde in 1893 naar Amsterdam. Het jaar daarop stond hij mee aan de wieg van de Sociaal-Democratische Arbeiderspartij (SDAP) en in 1897 kwam hij voor het kiesdistrict Tietjerksteradeel in de Tweede Kamer. Daar toonde hij zich vooral een overtuigd anti-monarchist. Hij weigerde op Prinsjesdag aanwezig te zijn bij de opening van de Staten-Generaal, en organiseerde in plaats daarvan demonstraties in Den Haag.
Niet alleen in de Kamer, maar ook als advocaat van de gebroeders Hogerhuis verwierf Troelstra na 1897 bekendheid in heel Nederland. Het politieke proces tegen de drie van roofoverval beschuldigde broers, die altijd hebben volgehouden onschuldig te zijn, kreeg in die tijd veel aandacht.
Toen de partij in 1900 met financiële steun van de Duitse zusterpartij SPD het dagblad Het Volk oprichtte, werd Troelstra hoofdredacteur. Maar al in 1903 verving het partijbestuur hem door de journalist Pieter Lodewijk Tak.
Bij de verkiezingen van 1901 sprong de SDAP van twee naar zes zetels. Maar Troelstra werd in zijn eigen kiesdistrict Tietjerksteradeel verslagen door de AR dominee Talma. Bij een tussentijdse verkiezing in het district Amsterdam kwam Pieter Jelles terug in de Kamer, om er tot 1925 te blijven. Troelstra vergeleek de gang van zaken in de Tweede Kamer eens met het reeds in onbruik geraakte onderdeel van de ontgroening in Groningen, de actus. Het spreken hierover in het openbaar was echter ten strengste verboden. Dit geheim van de actus diende voor altijd tussen de patronus en de eerstejaars student en de senaat te blijven. Omdat hij dit verbod overtrad werd hij door het Groningse Studenten Corps geroyeerd als reünist.

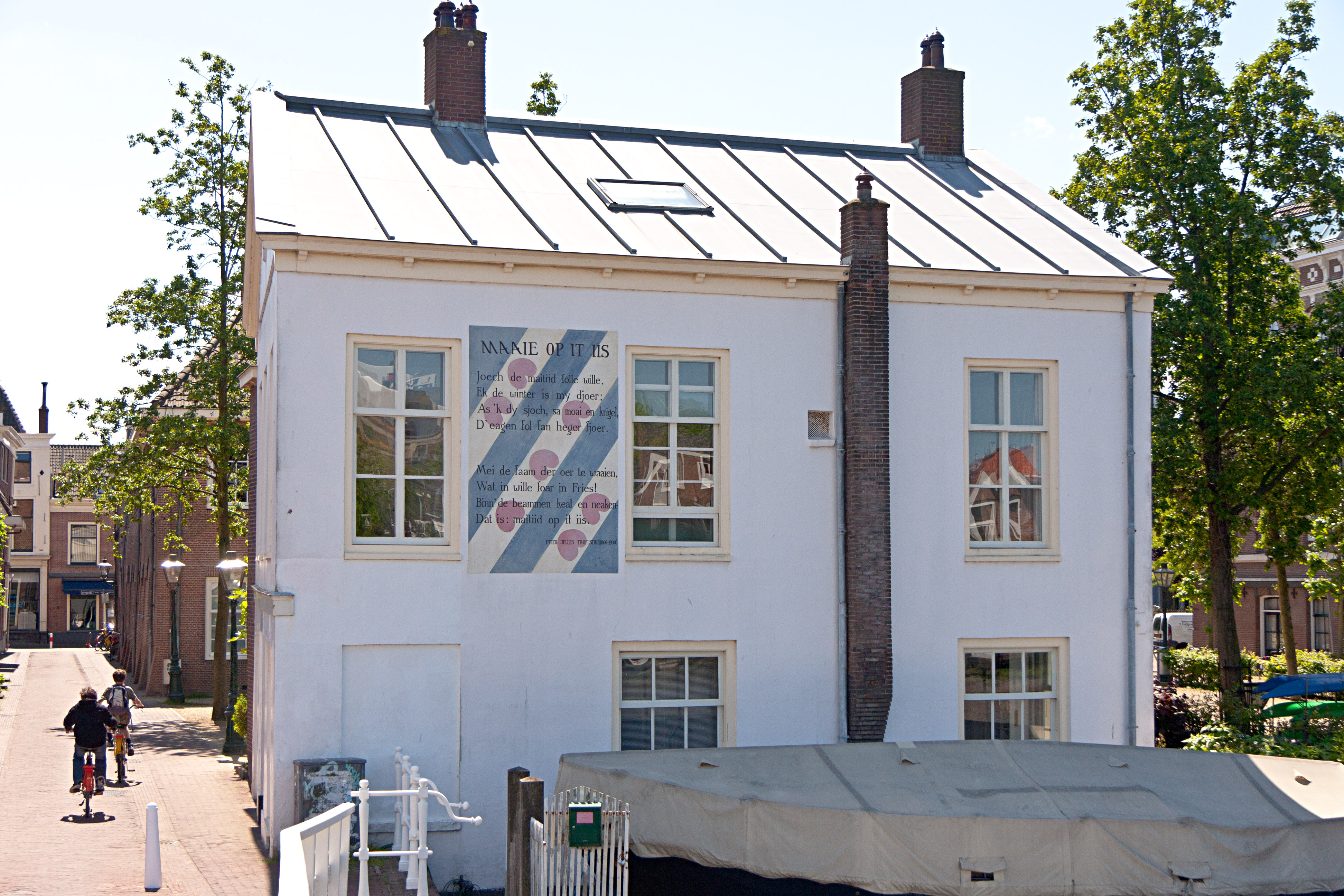
Gedicht van Troelstra op een muur in Leiden

Troelstra hoopte dat de monarchie met Wilhelmina zou uitsterven; het zag er namelijk naar uit dat koningin Wilhelmina en prins Hendrik kinderloos zouden blijven. Toen minister-president Heemskerk op 22 december 1908 in de Kamer een medische verklaring voorlas over de te verwachten geboorte van een troonopvolger, sprak de Kamervoorzitter een gelukwens uit die werd gevolgd door een luid gejuich. Troelstra nam het woord om te verklaren, dat de gelukwens niet namens alle leden was uitgesproken. Afkeuring was zijn deel. De verwachte winst bij de verkiezingen van dat jaar bleef ook uit.
Troelstra begon zich weer aan de literatuur te wijden; hij publiceerde in datzelfde jaar zijn beroemd geworden dichtbundel Rispinge ('oogst'), een bundel die in een tijd van moraliserende dichtkunst opviel door de openheid en het persoonlijke karakter van de gedichten.
Het huwelijk tussen Pieter Jelles Troelstra en Sjoukje Bokma de Boer liep op de klippen en in 1907 werd het officieel ontbonden, waarna Troelstra opnieuw trouwde, met Sjoukje Oosterbaan. Ook in de partij vond een scheiding plaats. De linkervleugel, met coryfeeën als Frank van der Goes, Herman Gorter, David Wijnkoop en Henriëtte Roland Holst trad in 1909 uit de SDAP. Deze afsplitsing zou later leiden tot de oprichting van de Communistische Partij van Nederland, vanaf 1918 een geduchte concurrent van de socialisten.

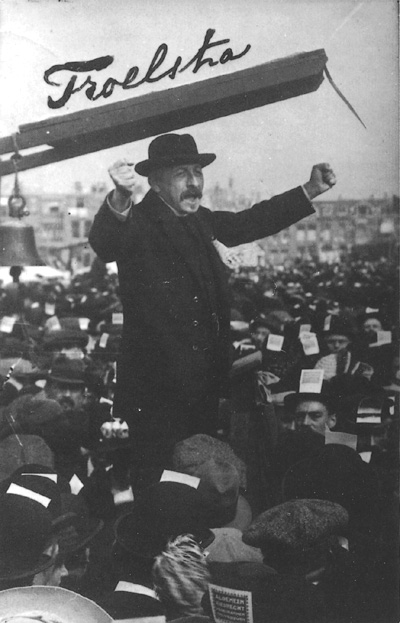
Troelstra in 1912

De verkiezingen van 1913 brachten alsnog een doorbraak voor de SDAP. De partij sprong van zeven naar achttien zetels. Deze overwinning schiep een levensgroot dilemma: regeren of niet? Op 5 juli reisde Troelstra naar Apeldoorn, om op Paleis Het Loo zijn politiek advies uit te brengen aan koningin Wilhelmina.
Dat advies luidde: er moet een kabinet worden gevormd uit de burgerlijke partijen. Daarmee doorbrak Troelstra de "antithese" van Abraham Kuyper, volgens welke al tientallen jaren de linkerzijde (liberalen) dan wel de rechterzijde (christelijke partijen) regeerden.
Troelstra's advies viel bij de koningin in goede aarde. Maar de "burgerlijke partijen" wilden er niet van horen. De Vrijzinnig Democraat Dirk Bos kreeg opdracht een kabinet uit de linkerzijde te vormen waarvoor de medewerking van de socialisten onmisbaar was: samen met de partijen van de Liberale Concentratie hadden ze 52 van de 100 zetels.
Binnen de partij waren Jan Schaper en Willem Vliegen voor deelname aan een regering Bos; Troelstra was tegen. Op 19 juli won hij het pleit in een gezamenlijke vergadering van fractie en partijbestuur met dertien tegen acht stemmen. Regeringsdeelname van de SDAP zou moeten wachten tot 1939.

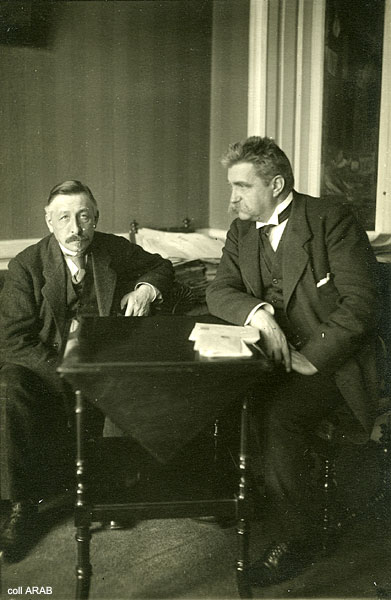
Troelstra (links) samen met de Zweedse sociaaldemocraat Hjalmar Branting op de vredesconferentie te Stockholm in 1917

Na het uitbreken van de Russische revolutie meende Troelstra zijn kans schoon te zien en riep de Nederlandse bevolking in 1918 op tot een socialistische revolutie. Dit mislukte en zijn oproep ging de geschiedenis in als de Vergissing van Troelstra; het was een grote teleurstelling voor hem. Troelstra begon zich langzamerhand uit de politiek terug te trekken. In de laatste jaren van zijn leven schreef hij onder de titel Gedenkschriften in het Nederlands zijn memoires.
Het NVV en de SDAP organiseerden op 19 september 1925 een "Demonstratief Congres" om afscheid te nemen van hun voorman. Het bij die gelegenheid uitgegeven gedenkbord is hieronder afgebeeld.

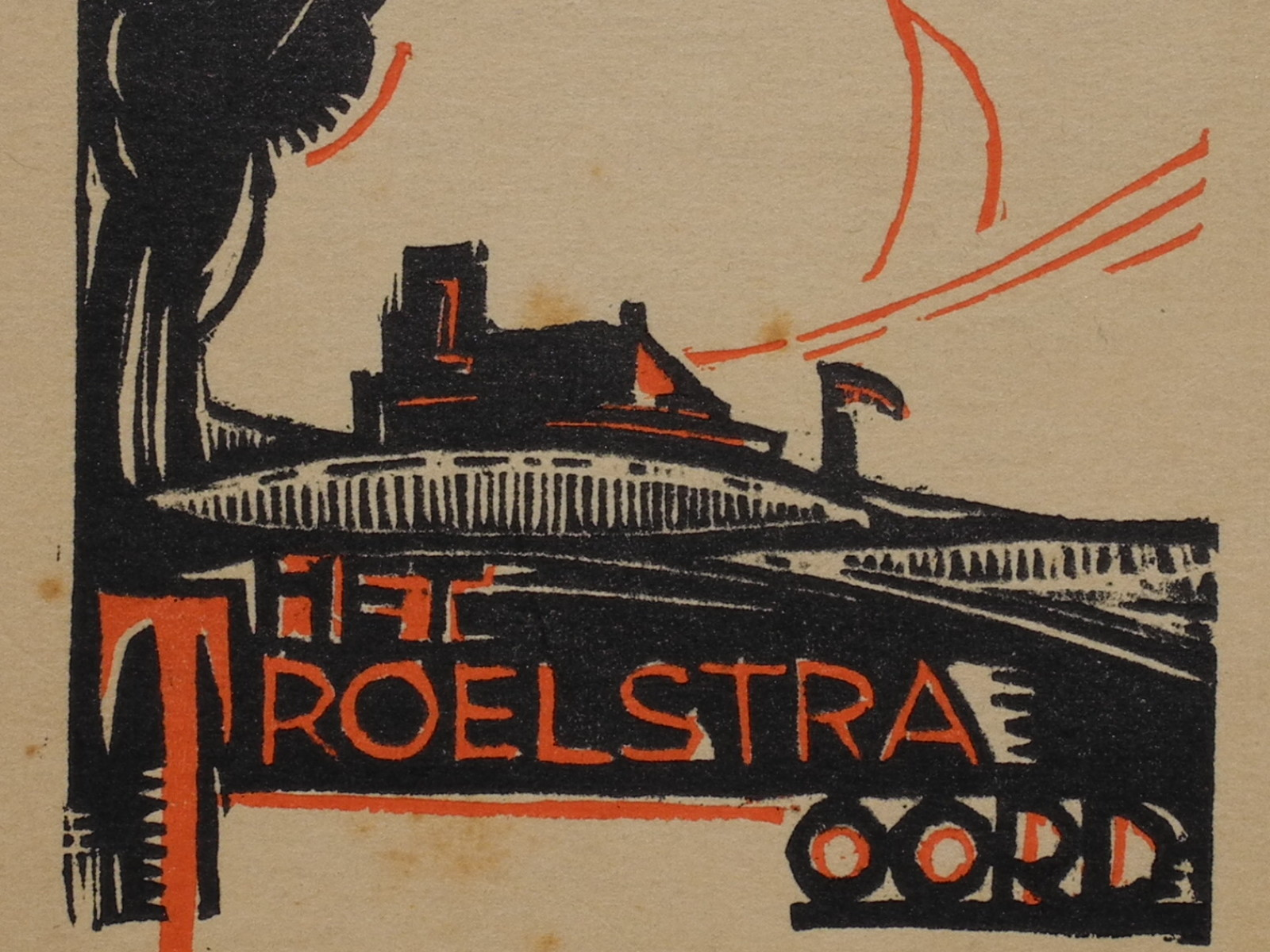
Het Troelstra-oord

In 1925 besloot het NVV bij Beekbergen op de Veluwe het Troelstra-oord te bouwen, een vakantie- en studieoord voor arbeiders, dat tevens als monument voor Troelstra gold. Het gebouw werd in 1927 geopend. In 1955 brandde het hoofdgebouw af. Later werd het herbouwd en kreeg het complex de functie van commercieel hotel. De delen van het oorspronkelijke complex die bewaard zijn gebleven gelden als gemeentelijk monument.
Pieter Jelles Troelstra overleed op 70-jarige leeftijd. Zijn begrafenis op 16 mei 1930 trok tussen de 35.000 en 40.000 bezoekers.

## Troelstra's vergissing
De meest gangbare lezing van de geschiedenis van Troelstra's mislukte revolutie is dat Nederland niet klaar zou zijn geweest voor een socialistische revolutie. Het VPRO-geschiedenisprogramma Andere Tijden zond echter op 20 september 2005 een reconstructie uit, waaruit zou blijken dat Troelstra's eigen weifelachtigheid en niet de onwil van het volk, de revolutie heeft verhinderd.

## Prijs
In 1973 eerde de gemeente Leeuwarden Troelstra door een nieuwe literatuurprijs, de Piter Jellespriis, naar hem te noemen.

## Gedenktekens

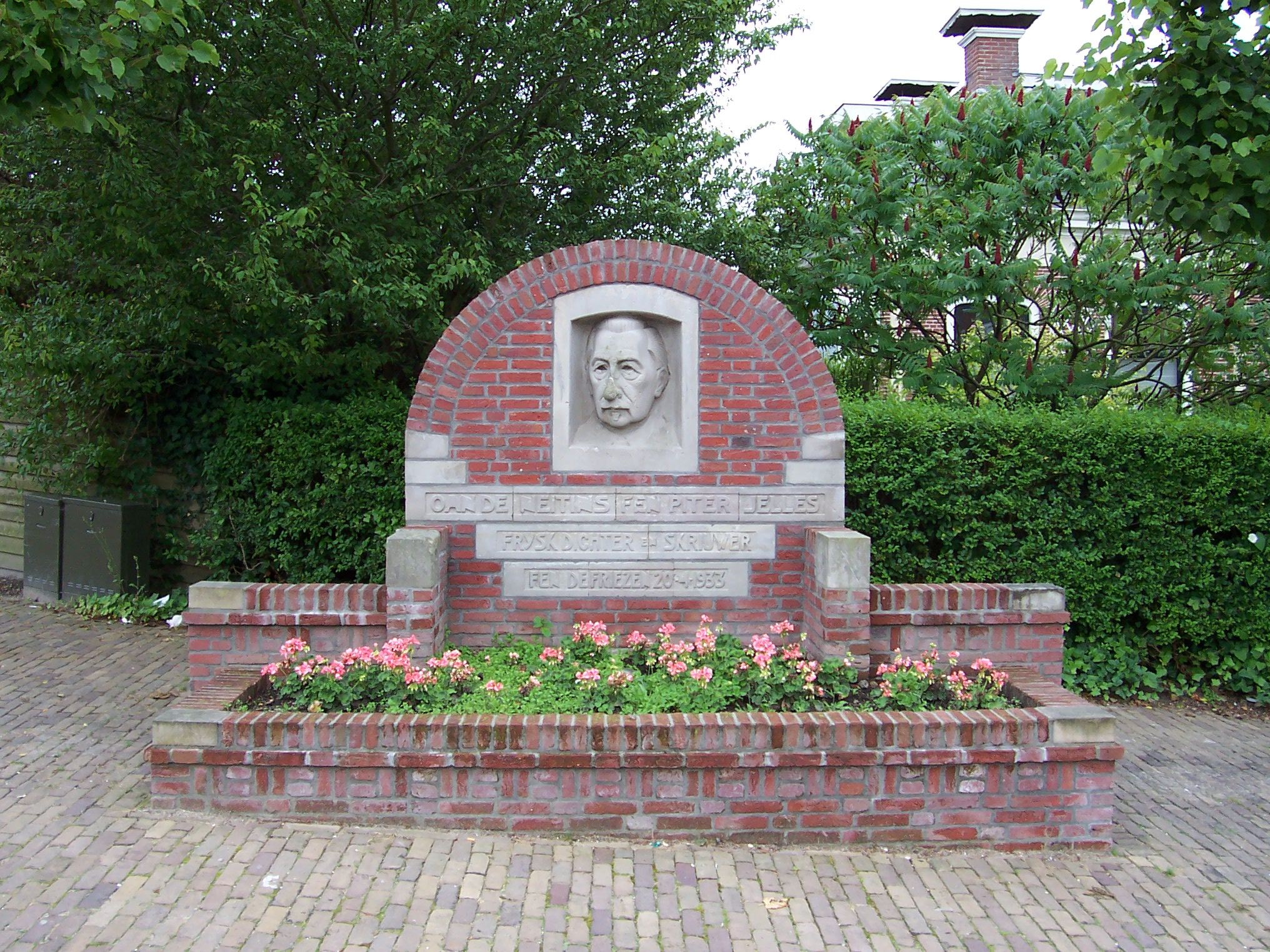
Monument voor Pieter Jelles Troelstra door Tjipke Visser in 1933 in Stiens. Het herdenkt de betekenis van Troelstra voor de Friese taal
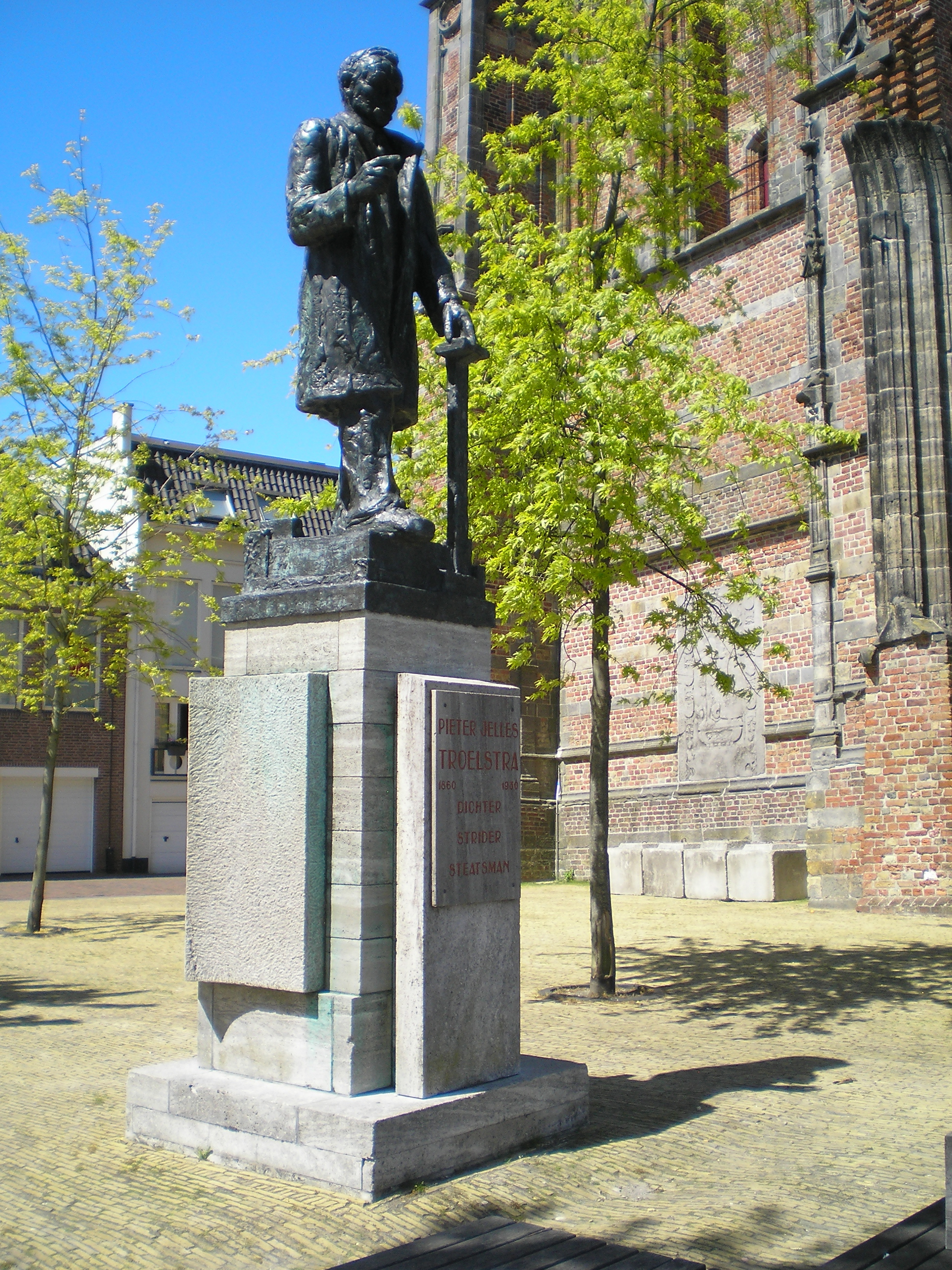
Standbeeld van Pieter Jelles Troelstra aan het Oldehoofsterkerkhof te Leeuwarden
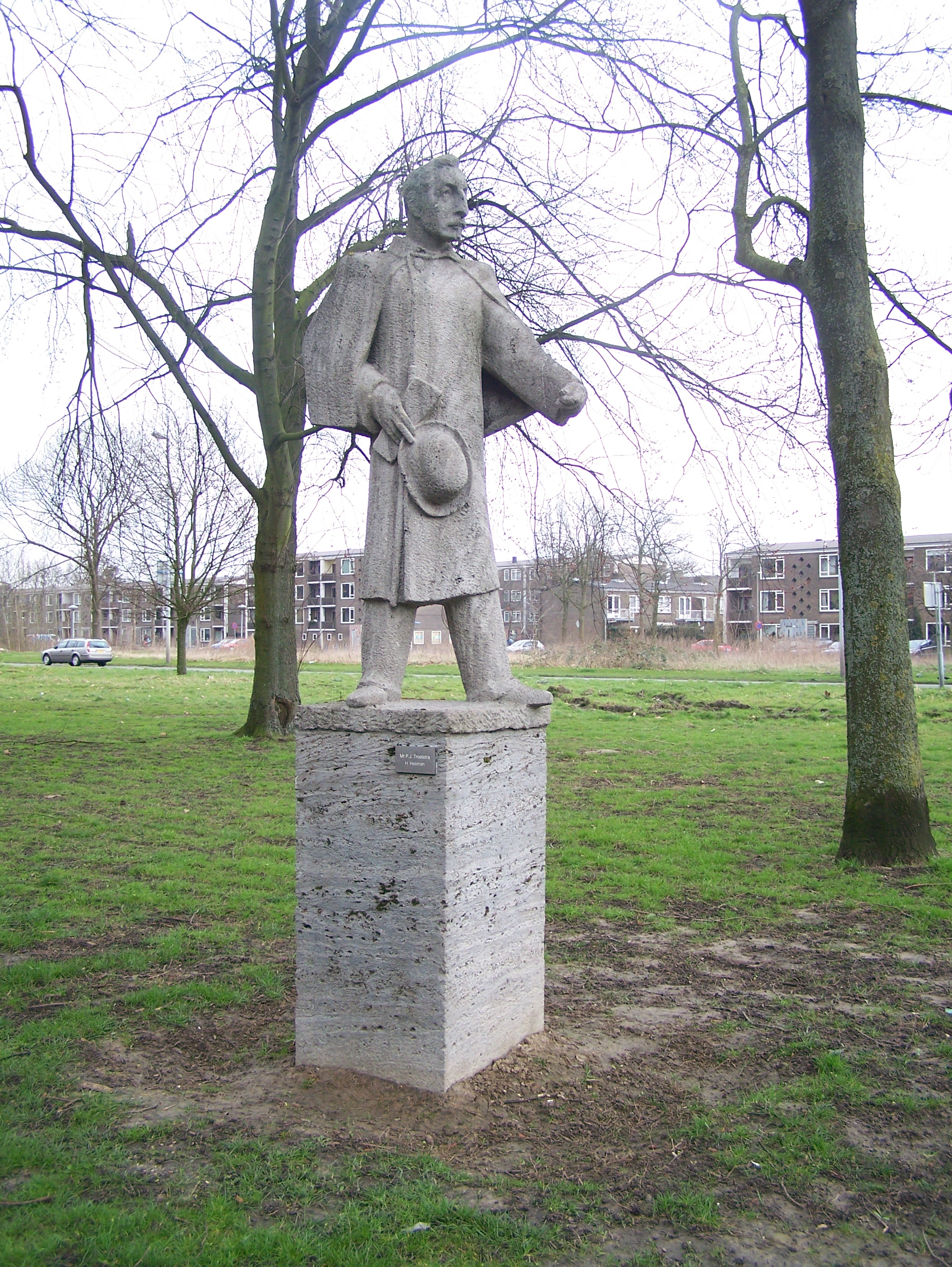
Standbeeld van Pieter Jelles Troelstra, gemaakt door Joop Hekman, aan de Goeman Borgesiuslaan/Troelstralaan in Utrecht
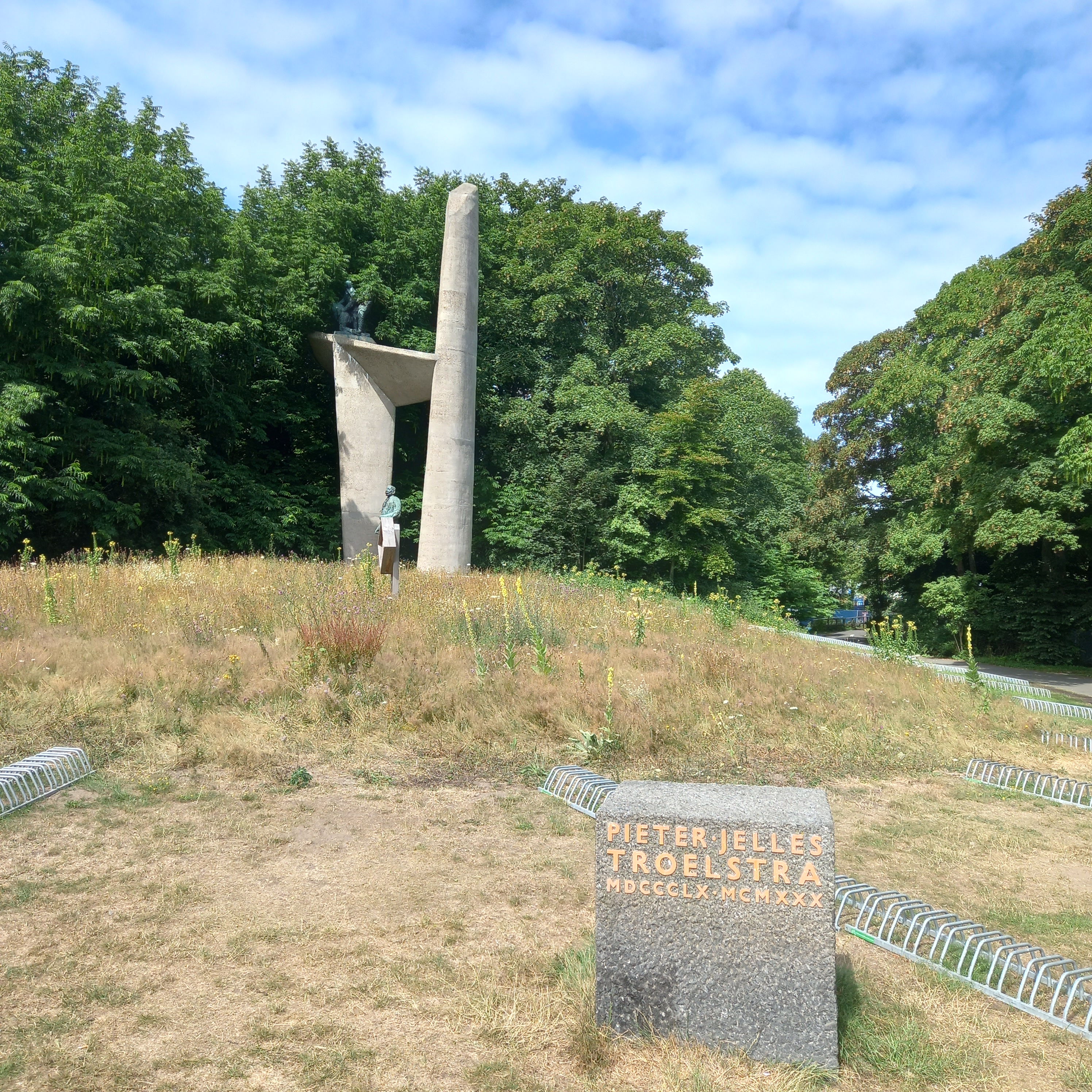
Standbeeld van Pieter Jelles Troelstra, gemaakt door Piet Esser, in Westbroekpark in Den Haag
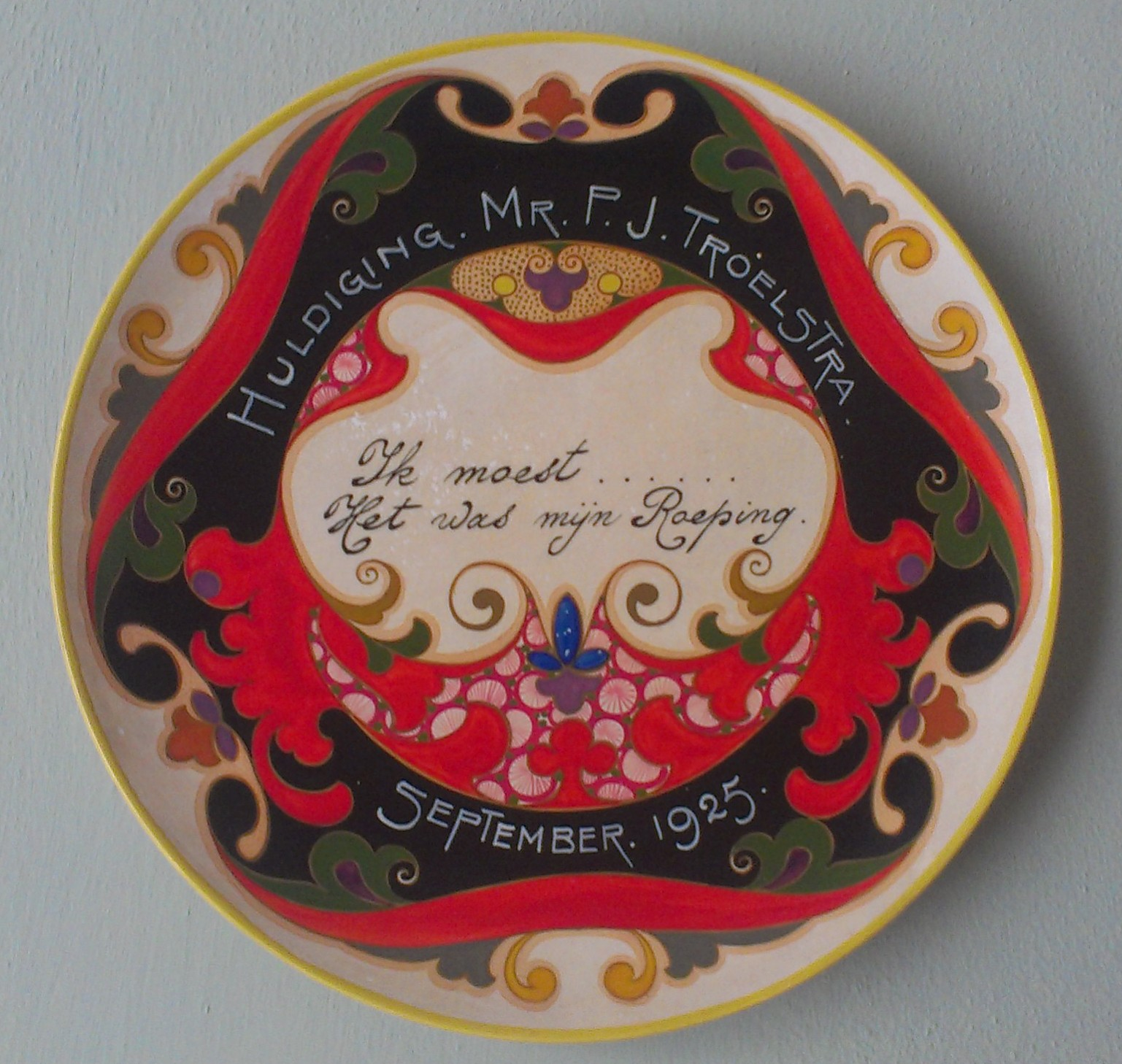
Herdenkingsbord uitgegeven bij het afscheid van Troelstra van SDAP en NVV op 15 september 1925
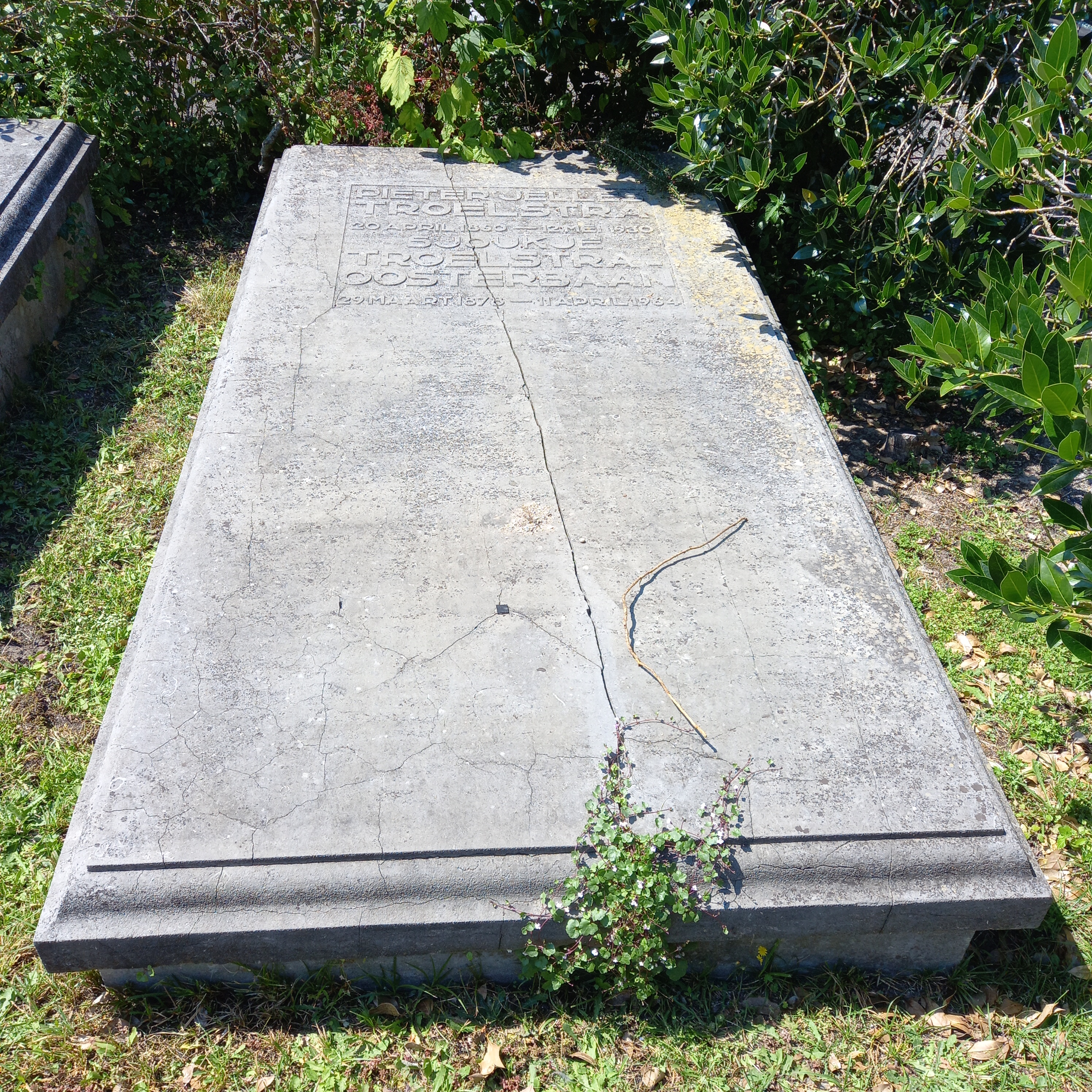
Het graf van Pieter Jelles Troelstra en zijn echtgenote Sjoukje Oosterbaan op Algemene Begraafplaats Kerkhoflaan in Den Haag
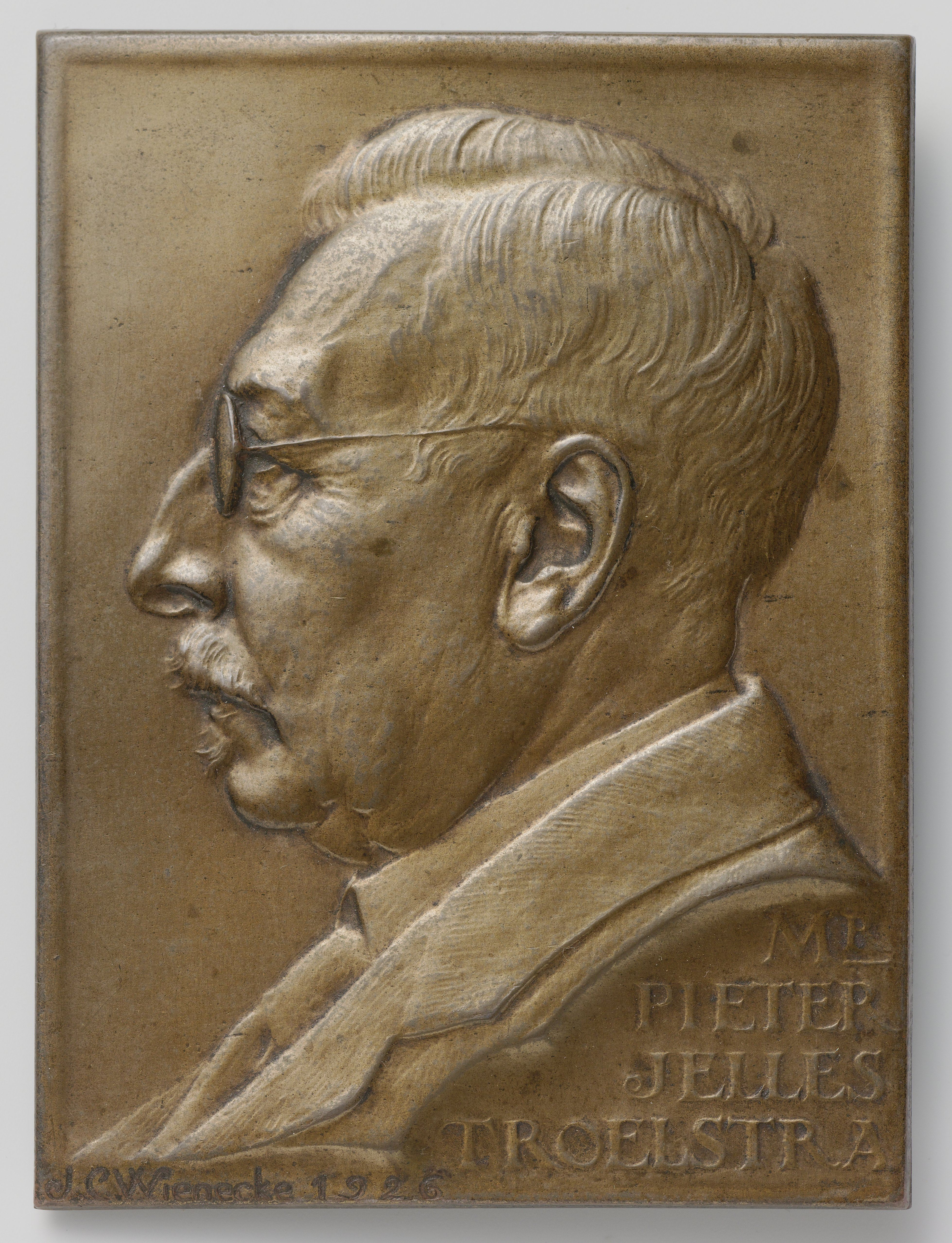
Plaquette (ca. 1926) vervaardigd door Johannes Cornelis Wienecke, Rijksmuseum Amsterdam